# Yunguirius trigonus
Espèce
Yunguirius trigonus est une espèce d'araignées aranéomorphes de la famille des Agelenidae.

## Distribution
Cette espèce est endémique de Chongqing en Chine,. Elle se rencontre dans le district de Nanchuan.

## Description
La femelle holotype mesure 12,31 mm.

## Systématique et taxinomie
Cette espèce a été décrite par Wei et Liu en 2024.

## Publication originale
- Wei, Liu & Wang, 2024 : « Four new species of the genus Yunguirius (Araneae, Agelenidae) from China. » ZooKeys,  vol. 1211, p. 1-15 (texte intégral).